# La Neuveville
La Neuveville (em alemão: Neuenstadt) é uma comuna da Suíça, situada na região administrativa de Jura Bernense, no cantão de Berna. Tem 6,8 km² de área e sua população em 2018 foi estimada em 3.738 habitantes.